# 宁阳禹王庙
宁阳禹王庙，位于山东省泰安市宁阳县伏山镇堽城坝村，是中华人民共和国山东省文物保护单位之一。
2006年12月7日，授予山东省文物保护单位，是一座古建筑。